# Пойканс, Марис
Ма́рис По́йканс (латыш. Māris Poikāns, род. 11 ноября 1962 в Видрижах) — советский латвийский бобслеист, бронзовый призёр чемпионата Европы 1990 года; первый советский бобслеист — обладатель Кубка мира по бобслею (выигрывал его в сезоне 1985/1986 среди экипажей-двоек и в сезоне 1989/1990 в комбинации). Мастер спорта СССР международного класса.

## Биография
Дебютировал в бобслее в 1980-е годы, когда этот вид спорта начал развиваться в СССР. Выступал за клубы «Труд» (1980—1985), «Динамо» (1986—1991) и спортивном клубе полиции (1992—1994). Окончил Латвийский ГИФК в 1987 году.
Участвовал в зимних Олимпийских играх 1984 года в Сараево и занял 6-е место в соревновании экипажей-четвёрок (разгоняющий в экипаже Яниса Кипурса), на тех же играх работал комментатором ЦТ СССР вместе с А. Малявиным. На следующей Олимпиаде в Калгари в гонках четвёрок его экипаж стал пятым. На Кубках мира Пойканс завоёвывал в общем зачёте золотые медали в двойках (1985/1986, с Иваром Берзупсом) и комбинации (1989/1990), а также завоёвывал в сезоне 1989/1990 серебряные медали в четвёрках и бронзовые в двойках. В 1990 году в паре с Андреем Гороховым завоевал бронзовую медаль чемпионата Европы в Инсбруке.
На внутренних соревнованиях — серебряный (двойки) и бронзовый (четвёрки) призёр чемпионата СССР 1987 года, победитель Зимней Спартакиады народов СССР 1986 (двойки и четвёрки), 1990 (четвёрки). Обладатель Кубка СССР 1989 (двойка, в паре с разгоняющим Г. Тимма). Чемпион Латвийской ССР 1988 года, чемпион Латвии 1996 года. Участвовал во внутрилатвийских соревнованиях после завершения международной карьеры, последний раз выступил на Латвийской Олимпиаде 2005 года.